# Столяров, Николай Иванович
Никола́й Ива́нович Столяро́в (20 мая 1919, Кричев — 14 августа 1985, Троицк) — полковник авиации, Герой Советского Союза.

## Биография

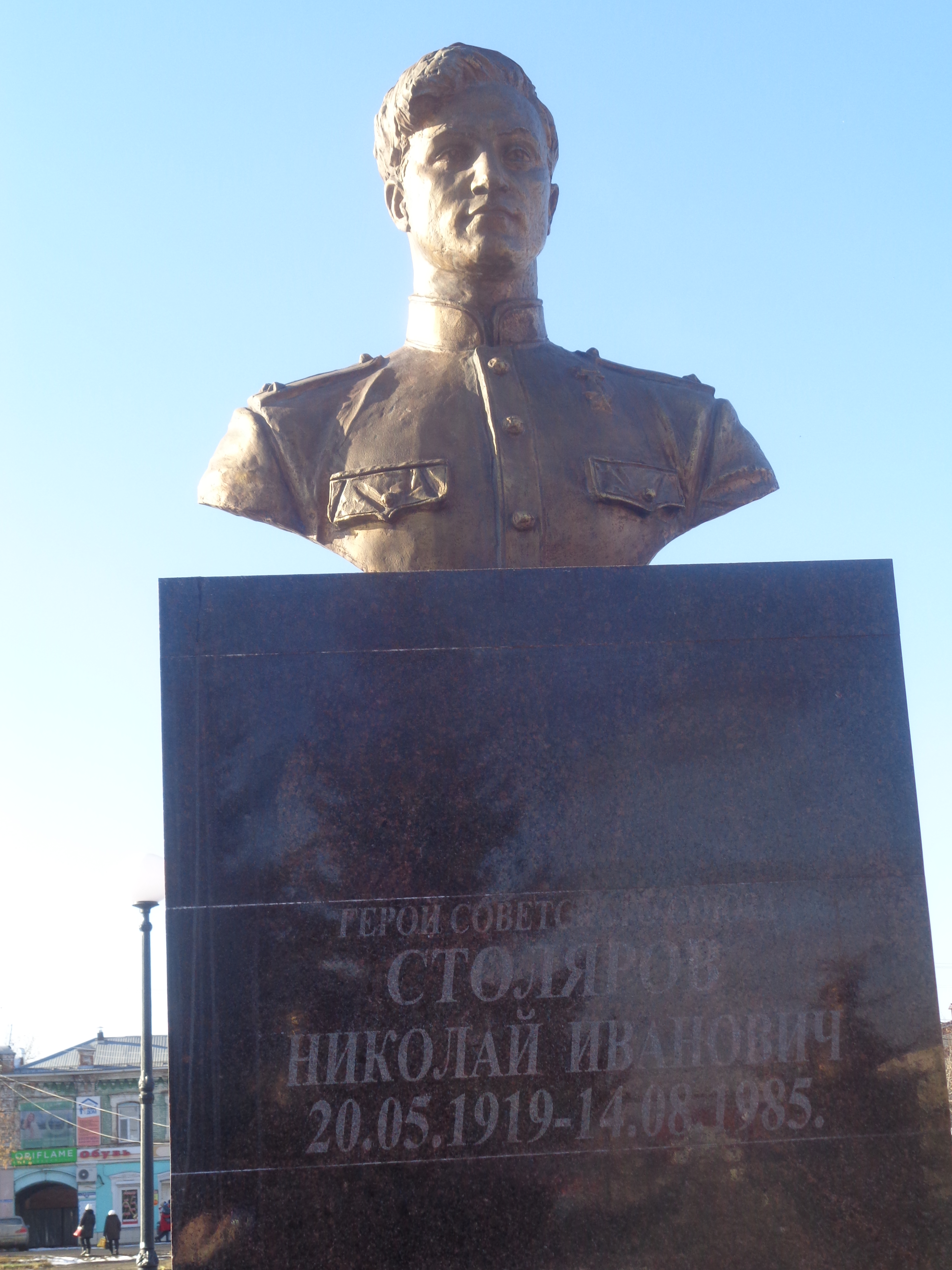
Бюст в Троицке

Родился в местечке Кричев Чериковского уезда Могилёвской губернии (ныне город Могилёвской области). Русский.
С детства жил в Ленинграде. Окончил 7 классов и школу ФЗУ. Работал судовым сборщиком.
В Красной Армии с 1938 года. В 1940 окончил Чугуевское военное авиационное училище. В действующей армии в период Великой Отечественной войны с начала боевых действий.
В ходе Сталинградской битвы совершил 127 боевых вылетов, провёл 38 воздушных боёв. Лично сбил 6, в группе — ещё 4 самолёта противника. Эскадрилья лейтенанта Столярова приняла участие в 39 воздушных боях, не потеряв ни одного самолёта.
В 1960 году уволился в запас в звании полковника. Жил в городе Троицк Челябинской области.
Умер 14 августа 1985 года. Похоронен в городе Троицк.

## Награды
- Указом Президиума Верховного Совета СССР от 8 февраля 1943 «за образцовое выполнение боевых заданий командования на фронте борьбы с немецкими захватчиками и проявленные при этом отвагу и геройство» было присвоено звание Героя Советского Союза;
- Орден Ленина;
- Орден Отечественной войны Iстепени;
- Два ордена Красной Звезды;
- Медали.

## Семья
Жена: Пожидаева Зоя Михайловна (1918—1990), в годы войны летчик 586-го истребительного авиационного полка.
Дочь: Столярова Инна Николаевна (род. 7 февраля 1941 года), проживает в г. Реутов (Московская область).

## Память
- В городе Троицке на доме, в котором жил Герой, установлена мемориальная доска. Также на Аллее Героев ему установлен бюст. Бюст также установлен в городе Кричеве Республики Беларусь. В зале героев в Парке Победы Москвы высечено имя Столярова Николая Ивановича.
- Памятный знак Н. И. Столярову на Аллее Славы в парке Победы в городе Кричеве Могилёвской области[1].